# Mehmed Alajbegović
Mehmed Alajbegović (Bihács, 1906. május 7. – Zágráb, 1947. június 7.) horvát politikus, jogász, a Független Horvát Állam külügyminisztere volt. A háborút követően a jugoszláv hatóságok háborús bűnökért kivégezték.

## Élete és pályafutása
Mehmed Alajbegović Bihácson született 1906. május 7-én, boszniai muszlim családban. Édesapja és nagyapja is Bihács polgármestere volt. Alajbegović a városban végezte el az általános iskolát és a gimnáziumot, majd 1928-ban Zágrábba költözött, ahol a zágrábi egyetemen jogot tanult. 1934-ben doktorált. Tanulmányai során számos külföldi városban megfordult, és sok időt töltött Párizsban, ahol horvát nyelvtanárként dolgozott. Doktori fokozat megszerzése után Alajbegovićot a Prozor kerületi bíróság bírójának nevezték ki. Az Algíri Egyetemen saríajogot tanult, és 1940-ben szerzett diplomát. 1938-tól a zágrábi közigazgatási bíróság bírája és titkára is volt. Alajbegović az 1939 márciusában megalakult zágrábi Boszniai-Hercegovinai Horvátok Társaságának egyik bizottsági tagja volt.
A Független Horvát Állam (horvátul: Nezavisna Država Hrvatska, rövidítve: NDH) 1941 áprilisában történt megalakulását követően Alajbegović otthagyta a zágrábi egyetem iszlámtudományi tanáraként betöltött szerepét, és diplomata lett. 1941 augusztusában az NDH külügyminisztériumának titkára lett. 1942. január 27-én Alajbegovićot a Német Birodalom müncheni konzuljává nevezték ki. Ezt a tisztséget 1943. október 11-ig töltötte be, amikor Ante Pavelić államfő kinevezte az elpusztult földek jóléti miniszterévé. Ebben a pozícióban több mint 300 000, többségében muszlim menekült biztonságáért volt felelős az NDH kelet-boszniai, hercegovinai és szandzsáki különböző részeiről, ezek többsége a csetnikek elől menekült.
1944. május 5-én Alajbegovićot külügyminiszternek nevezték ki. A németek ezt úgy értelmezték, mint a muszlimok megnyugtatására irányuló kísérletet az NDH-ban. 1944. szeptember 18-án és 19-én Alajbegović elkísérte Pavelićet egy berlini diplomáciai látogatásra, és találkozott Adolf Hitler német vezetővel. A második világháború utolsó hónapjaiban megkísérelte kibékíteni a megszállt Jugoszláviában harcoló nacionalista csoportokat, például Sekula Drljević montenegrói szeparatista vezetőt, Leon Rupnik szlovén kollaboráns vezetőt és Draža Mihailović csetnik vezetőt, hogy kommunistaellenes koalíciót hozzanak létre, hogy harcoljanak a jugoszláv partizánok és a hatalmas Vörös Hadsereg ellen.
Alajbegović 1945. május 6-ig maradt külügyminiszter, amikor más magas rangú NDH-tisztviselőkkel együtt elmenekült Zágrábból. Először ausztriai Krumpendorfban keresett menedéket. Ezután Salzburgba ment, ahol 1945. szeptember 6-án a szövetséges erők letartóztatták. Rövid ideig a glasenbachi hadifogolytáborban tartották fogva. Három nappal később, szeptember 9-én kiadták Jugoszláviának. Miközben a jugoszláv hírszerzőügynökök kihallgatták, megkérdezték tőle, miért csatlakozott az Usztasához. Azt válaszolta: „a fő indíték, ami miatt csatlakoztam hozzájuk, az volt, hogy elképzelésük volt a horvát államról. Nagy hatással volt rám a horvát nép államhoz való jogának elismerése, más motívumokat figyelmen kívül hagytak.” Alajbegovićot különféle bűncselekmények elkövetésével vádolták meg, és a Horvát Népköztársaság Legfelsőbb Bírósága 1947 májusában bíróság elé állította. Bűnösnek találták kollaborációban, 1947. június 7-én halálra ítélték, és még aznap kivégezték.

## Fordítás
- Ez a szócikk részben vagy egészben  a   Mehmed Alajbegović című angol Wikipédia-szócikk ezen változatának fordításán alapul.  Az eredeti cikk szerkesztőit annak laptörténete sorolja fel. Ez a jelzés csupán a megfogalmazás eredetét és a szerzői jogokat jelzi, nem szolgál a cikkben szereplő információk forrásmegjelöléseként.